# Iwo Rusew
Iwo Rusew (bułg. Иво Русев; ur. 14 czerwca 1962) – bułgarski wioślarz, brązowy medalista olimpijski.

## Kariera
Wystąpił na igrzyskach olimpijskich w Moskwie w 1980, gdzie osada Bułgarii w składzie: Minczo Nikołow, Lubomir Petrow, Iwo Rusew i Bogdan Dobrew zdobyła w tej samej konkurencji brązowy medal. W finale uplasowali się o 2,57 sekundy za osadą NRD i o 0,91 sekundy za osadą ZSRR. Był to jego jedyny start olimpijski.
W czwórkach podwójnych był też między innymi siódmy na mistrzostwach świata w Lucernie (1982).